# Baja de núcleo frío

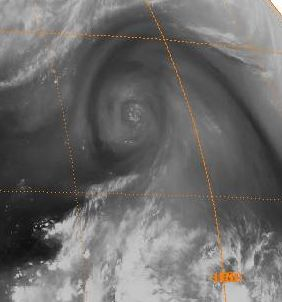
Imagen de un vórtice ciclónico troposférico superior en el Pacífico Norte occidental, una baja de núcleo frío

Una baja de núcleo frío, también conocida como baja de nivel superior o ciclón de núcleo frío, es un ciclón en altura que tiene asociada una masa de aire frío que reside a gran altura dentro de la troposfera terrestre, sin estructura frontal. Se trata de un sistema de bajas presiones que se refuerza con la altura según la relación del viento térmico. Si se forma una circulación superficial débil en respuesta a un fenómeno de este tipo en latitudes subtropicales del este del Pacífico norte o del norte del océano Índico, se denomina ciclón subtropical. En estos sistemas, la nubosidad y las precipitaciones se producen principalmente durante el día.
Cerca del centro de las bajas frías pueden producirse fenómenos meteorológicos graves, como tornados. Las bajas frías pueden contribuir a la formación de ciclones con importantes repercusiones meteorológicas, como las bajas polares y los vórtices de Kármán. Las bajas frías pueden conducir directamente al desarrollo de ciclones tropicales, debido a su reserva asociada de aire frío en el aire o actuando como canales de flujo de salida adicionales para ayudar a un mayor desarrollo.
Vórtice ciclónico de la troposfera superior en el Pacífico Norte occidental, en el que se aprecia la succión de cimas de nubes altas.

## Características

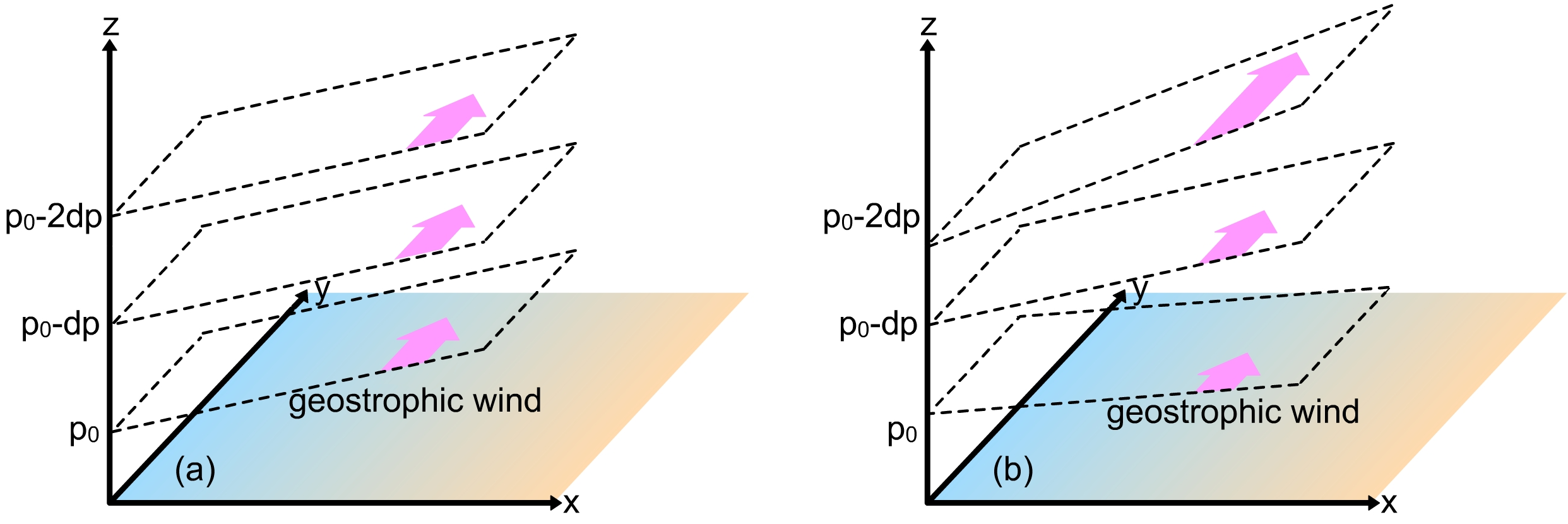
Variación vertical del viento geostrófico en una atmósfera barotrópica (a) y en una atmósfera baroclínica (b). La porción azul de la superficie denota una región fría mientras que la porción naranja denota una región cálida.

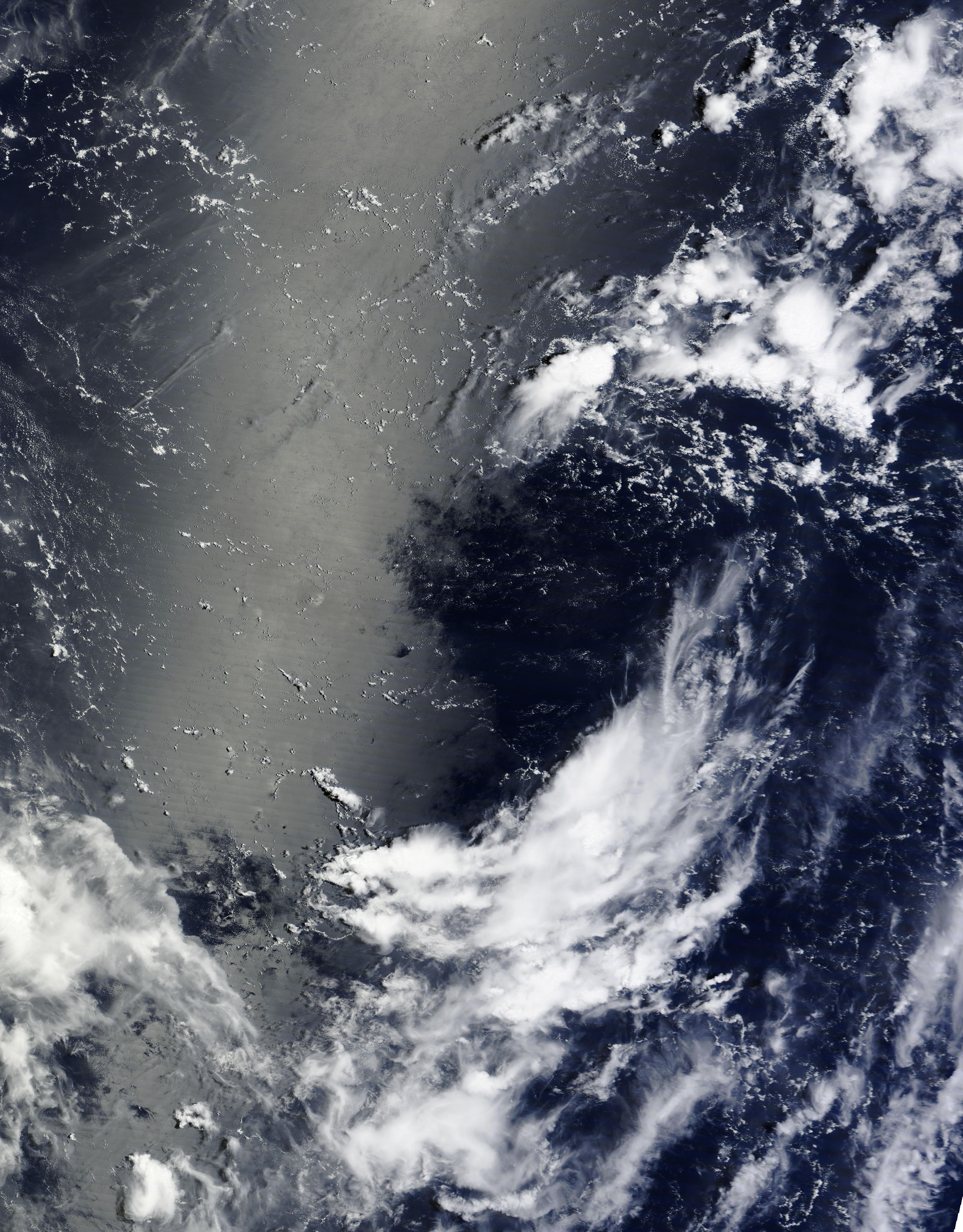
Un vórtice ciclónico troposférico superior en el Pacífico Norte occidental, que muestra la succión de cimas de nubes de alto nivel

Los ciclones fríos son más fuertes en altura que en la superficie terrestre, o más fuertes en zonas de la troposfera con presiones más bajas, según la relación del viento térmico y la ecuación hipsométrica. La ecuación hipsométrica dicta que las atmósferas más frías tienen menos espacio entre las superficies de presión, lo que se corresponde con el concepto de menor espesor atmosférico, y la relación del viento térmico indica que, en esta situación, el viento aumenta con la altura.También significa que una reserva aislada de aire frío en altura está asociada al fenómeno. Debido a su centro frío, el centro muestra un área de espesor mínimo. Dado que la temperatura en cualquier radio dado es similar y paralela a la orientación del gradiente de presión, y por lo tanto del viento, es de naturaleza barotrópica. El movimiento de los ciclones de núcleo frío puede ser errático ya que están separados del cinturón principal de los vientos del Oeste, que de otro modo los dirigiría progresivamente hacia el este.
La mayor parte de la nubosidad y las precipitaciones asociadas a las bajas frías se producen durante las horas diurnas, ya que la luz solar calienta la superficie de la Tierra, desestabilizando la atmósfera y provocando un movimiento vertical ascendente El desarrollo de tiempo severo, particularmente tornados, puede ocurrir cerca del centro de estos sistemas sobre tierra durante cualquier estación del año.Durante el invierno, cuando las bajas frías con temperaturas en los niveles medios de la troposfera que alcanzan los -45 °C (-49 °F) se mueven sobre aguas abiertas, se forma una convección profunda que permite el desarrollo de bajas polares.

## Importancia de los ciclones en los subtrópicos y latitudes medias

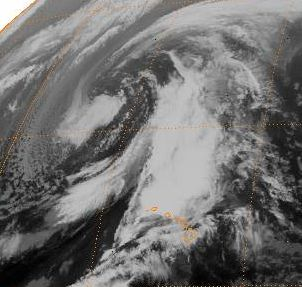
4 de noviembre de 1995 Kona Low

Las bajas de Kona, la mayoría de los ciclones extratropicales y los ciclones tropicales de la troposfera superior son bajas de núcleo frío. En la mitad oriental del norte del océano Pacífico y en el norte del océano Índico, se denomina ciclón subtropical a la formación de una circulación débil bajo una baja troposférica media o alta que se ha separado del cinturón principal de los vientos del oeste durante la estación fría (invierno). En el caso del norte del océano Índico, la formación de este tipo de vórtice provoca la aparición de las lluvias monzónicas durante la estación húmeda.
Las bajas costeras del este se forman cerca y al este de donde una baja de núcleo frío interactúa con un gradiente de temperatura superficial del mar (TSM) a lo largo de la costa este de continentes como Asia, Norteamérica, sur de África y Australia dentro de una zona preexistente de altas presiones. Los norestes se forman en la costa este de Estados Unidos, normalmente entre octubre y abril y no están asociados inicialmente a frentes meteorológicos, sino que se forman junto con anticiclones de bloqueo en latitudes más altas, lo que provoca un lento movimiento hacia el polo superior del gradiente de la TSM. Las bajas costeras pueden persistir hasta una semana. Algunas bajas de la costa este se desarrollan rápidamente, convirtiéndose en bombas meteorológicas. Hay un ciclo de 4,5 años en la formación de las bajas de la costa este cerca de Australia, en los años de transición entre los años cálidos (El Niño) y fríos (La Niña) del ENSO. Estos sistemas pueden desarrollar fuertes vientos, lluvias torrenciales, olas de más de 10 metros de altura y características oculares en las imágenes de los satélites meteorológicos. Las bajas de nivel superior suelen ser la causa de fuertes lluvias y tormentas en el sureste de Australia, especialmente durante los años de La Niña.

## Importancia para los ciclones tropicales

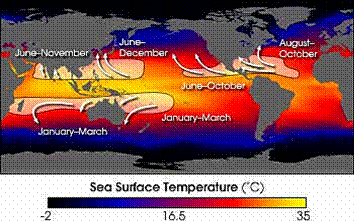
Picos de actividad en todo el mundo

La vaguada troposférica superior tropical de verano en el Hemisferio Sur se sitúa sobre la región de los vientos alisios del Pacífico centro-oriental y puede causar ciclogénesis tropical frente a las costas de América Central. En el Pacífico occidental, las bajas troposféricas superiores tropicales son la causa principal de los pocos ciclones tropicales que se desarrollan al norte del paralelo 20 norte y al este del meridiano 160 este durante los fenómenos de La Niña.
El arrastre de ciclones superiores y vaguadas superiores puede causar canales de flujo de salida adicionales y ayudar en el proceso de intensificación de los ciclones tropicales. Las perturbaciones tropicales en desarrollo pueden ayudar a crear o profundizar vaguadas superiores o bajas superiores en su estela debido a la corriente en chorro de salida que emana de la perturbación/ciclón tropical en desarrollo.En el Pacífico Norte occidental, existen fuertes relaciones recíprocas entre las áreas de formación de ciclones tropicales y la de las vaguadas monzónicas troposféricas inferiores y la vaguada troposférica superior tropical.El movimiento de los ciclones tropicales también puede verse influido por las células TUTT en un radio de 1.700 kilómetros (1.100 mi) de su posición, lo que puede dar lugar a trayectorias no climatológicas, como un movimiento hacia el este dentro de los trópicos o hacia el oeste en una zona en la que normalmente dominan los vientos del oeste.
Normalmente, una temperatura del océano de 26,5 °C (79,7 °F) a lo largo de una profundidad de al menos 50 metros (160 pies) es uno de los seis requisitos necesarios para mantener el mesociclón especial que es el ciclón tropical. Las temperaturas del aire más frías a mayor altitud (por ejemplo, en el nivel de 500 hPa, o 5,9 km) pueden dar lugar a la ciclogénesis tropical a temperaturas del agua más bajas de lo normal, ya que se requiere una cierta tasa de lapso para forzar a la atmósfera a ser lo suficientemente inestable para la convección. En una atmósfera húmeda, esta tasa de lapso es de 6,5 °C/km (19 °F/mi), mientras que en una atmósfera con menos del 100% de humedad relativa, la tasa de lapso requerida es de 9,8 °C/km (29 °F/mi) Un ejemplo reciente de ciclón tropical que se mantuvo sobre aguas más frías fue Alex de la temporada de huracanes del Atlántico de 2016, que se convirtió en huracán sobre aguas a sólo 20 °C (68 °F).
En el nivel de 500 hPa, la temperatura del aire promedia -7 °C (18 °F) dentro de los trópicos, pero el aire en los trópicos es normalmente seco en este nivel, dando al aire espacio para mojar bulbo, o enfriarse a medida que se humedece, a una temperatura más favorable que puede entonces soportar la convección. Se requiere una temperatura de bulbo húmedo a 500 hPa en una atmósfera tropical de -13,2 °C (8,2 °F) para iniciar la convección si la temperatura del agua es de 26,5 °C (79,7 °F), y este requisito de temperatura aumenta o disminuye proporcionalmente en 1 °C en la temperatura de la superficie del mar por cada cambio de 1 °C a 500 hpa. En un ciclón frío, las temperaturas a 500 hPa pueden descender hasta -30 °C (-22 °F), lo que puede iniciar la convección incluso en las atmósferas más secas. Esto también explica por qué la humedad en los niveles medios de la troposfera, aproximadamente en el nivel de 500 hPa, es normalmente un requisito para el desarrollo. Sin embargo, cuando el aire seco se encuentra a la misma altura, las temperaturas a 500 hPa tienen que ser aún más frías, ya que las atmósferas secas requieren una mayor tasa de lapso para la inestabilidad que las atmósferas húmedas En alturas cercanas a la tropopausa, la temperatura media de 30 años (medida en el periodo que abarca de 1961 a 1990) fue de -77 °C.